# Соро, Исмаила
Исмаила Вафугоссани Соро (фр. Ismaila Wafougossani Soro; род. 7 мая 1998, Yakassé-Mé, Кот-д’Ивуар) — ивуарийский футболист, полузащитник иерусалимского «Бейтара». Выступал в национальной сборной Кот-д’Ивуара.

## Карьера

### «Саксан»
Воспитанник ивуарийского клуба «Муссу». В сентябре 2016 года перешёл в молдавский клуб «Саксан». Дебютировал за клуб 1 октября 2016 года в матче против «Зимбру». Затем стал одним из основных игроков состава. Первым результативным действием за клуб отличился 1 марта 2017 года в ответной встрече против «Зимбру», отдав голевую передачу. Провёл за клуб 22 матча, в которых отличился единственной результативной передачей. По окончании сезона покинул клуб.

### «Гомель»
В июне 2017 года, вместе с еще одним своим ивуарийским одноклубником, прибыл в белорусский клуб «Гомель» на просмотр. Спустя месяц официально стал игроком клуба. Дебютировал за клуб 8 июля 2017 года в матче Кубка Белоруссии против минского «Торпедо», выйдя в стартовом составе и отыграв весь матч. В Высшей Лиге дебютировал 29 июля 2017 года в матче против борисовского БАТЭ. Свой дебютный гол за клуб забил 4 ноября 2017 года в матче против «Крумкачей». Стал ключевым опорным полузащитником в основной команде. Провёл за клуб 17 матчей во всех турнирах, отметившись 1 голом. По окончании сезона покинул клуб.

### «Бней Иегуда»
В январе 2018 года стал игроком израильского клуба «Бней Иегуда». Дебютировал за клуб 4 апреля 2018 года в матче против «Хапоэля», выйдя на замену на 70 минуте. В своём дебютном сезоне провёл лишь 5 матчей. В сезоне 2018/2019 стал ключевым игроком клуба, а также обладателем Кубка Израиля. В следующем сезоне стал серебряным призёром Суперкубка Израиля. За 3 сезона провёл за клуб 69 матчей, в которых отличился 2 результативными передачами. 

### «Селтик»
В январе 2020 года перешёл в шотландский «Селтик». Однако вторую половину сезона за шотландский клуб пропустил из-за травмы. Дебютировал за клуб только лишь 12 сентября 2020 года в матче против «Росс Каунти», выйдя на замену на 78 минуте. Первоначально был игроком замены. В декабре 2020 года стал в основном появляться на поле в стартовом составе клуба. В основном этапе Лиги Европы УЕФА дебютировал 10 декабря 2020 года против французского «Лилля». Стал обладателем Кубка Шотландии, в серии пенальти переиграв «Харт оф Мидлотиан», где футболист появился на поле на 105 минуте. Свой дебютный гол забил 30 декабря 2020 года в матче против «Данди Юнайтед», также отличившись еще и результативной передачей. Затем в феврале 2021 года снова стал появляться на поле со скамейки запасных. По итогу сезона стал серебряным призёром шотландского Премьершипа. В сезоне 2021/2022 появился на поле лишь 13 раз во всех турнирах, однако также стал обладателем Кубка шотландской лиги и победителем шотландского Премьершипа. 

#### Аренду в «Ароку»
В июне 2022 года отправился в аренду в португальский клуб «Арока». Дебютировал за клуб 5 августа 2022 года в матче против «Бенфики». На протяжении сезона ивуарийский футболист был одним из ключевых игроков в состав португальского клуба, однако сам игрок за 30 провёдённых матчей во всех турнирах результативными действиями не отличился. Сам же чемпионат закончил на 5 итоговом месте, чем помог клубу попасть в третий квалификационный раунд Лиги конференций УЕФА. По окончании срока арендного соглашения покинул клуб.

### «Бейтар» Иерусалим
В сентябре 2023 года футболист перешёл в иерусалимский клуб «Бейтар», с которым подписал двухлетний контракт. Дебютировал за клуб 18 сентября 2023 года в матче против клуба «Хапоэль» Хадера, выйдя на замену в начале второго тайма.

## Международная карьера
В июне 2021 года дебютировал за национальную сборную Кот-д’Ивуара в товарищеском матче против Ганы. 

## Достижения
«Бней Иегуда»
- Обладатель Кубка Израиля: 2018/19

«Селтик»
- Обладатель Кубка Шотландии: 2019/20
- Обладатель Кубка шотландской лиги: 2021/22
- Чемпион Шотландии: 2021/22